# Josef Cyril Kotrlý
Josef Cyril Kotrlý (4. července 1903 Bludov – 26. říjen 1973 Montréal, Kanada) byl právník, politik a diplomat. Během druhé světové války působil v protinacistickém odboji. V květnu 1945 se jako reprezentant ČSSD a člen předsednictva ilegální ČNR účastnil jednání s K. H. Frankem a také spolu-signoval Protokol o provedení formy kapitulace německých branných sil. Po druhé světové válce se Josef Kotrlý stal „politicky nepohodlným“ a byl „odsunut“ mimo republiku na pozici generálního konzula pro Kanadu a New Foundland. Do Února 1948 působil jako diplomat v Kanadě a poté již až do konce života zůstal v emigraci. V Kanadě byl činný jako předseda Československého národního sdružení v Montrealu a spolupracovník exilového tisku.

## Životopis

### Mládí a studia
Josef Cyril Kotrlý se narodil 4. července 1903 v rodině obchodníka v domě čp. 202 v Bludově (nyní třída A. Kašpara 202). Na domě je od roku 1999 pamětní deska. Obecnou školu navštěvoval rovněž v Bludově. Tady jej významnou měrou ovlivnil zakladatel bludovské Obce Sokolské – národní nadšenec – učitel Rudolf Kordas. Reálné gymnázium v Litovli začal Kotrlý studovat od roku 1914 a maturoval zde v roce 1922.. Mezi jeho tehdejší spolužáky patřil Jan Čep, pozdější český spisovatel, esejista a překladatel. Spolu se svými rodiči a sourozenci byl Kotrlý již od dětství členem Sokola. Po první světové válce ve svých šestnácti letech (v roce 1919) založil Josef Kotrlý v Bludově skautský oddíl. Kromě učitele Rudolfa Kordase ovlivnil mladého Josefa Kotrlého i jeho litovelský středoškolský profesor Eugen Stoklas – proslulý loutkář. V Bludově založil Kotrlý (spolu se svou tetou Františkou Kotrlou, učitelkou mateřské školky a s bludovskými skauty) loutkové divadlo. 
V letech 1922–1928 vystudoval práva na Právnické fakultě Univerzity Karlovy v Praze, nastoupil ve školním roce 1922/1923, tři rigorózní zkoušky složil v roce 1927 a 3. února 1928 získal doktorát..

### Od konce dvacátých let 20. století do začátku protektorátu
Dvouletou vojenskou prezentační službu nastoupil Josef Cyril Kotrlý ihned po ukončení studia práv. Ještě v průběhu své vojenské služby (v roce 1928) získal doktorát práv a po návratu do civilu krátce pracoval u okresního úřadu v Šumperku. V Šumperku později přijal i místo advokátního koncipienta. Koncem roku 1928 začal pracovat jako advokátní koncipient v Českých Budějovicích. V letech 1928-1931 byl členem českobudějovické skupiny Kontakt, která se scházela v kavárně Savoy (J. Bartuška, O. Nouza, M. Haller, J. Kotrlý, R. Lander). Kotrlý měl v úmyslu vydávat časopis Kontakt, ale s jeho odchodem do Náchoda z projektu sešlo. Kotrlý byl levicově orientovaný intelektuál. Od svých studentských let byl politicky činný v sociálně demokratické straně a v Dělnické akademii. Byl sympatizantem jak sociální demokracie tak i tehdejší komunistické strany. Po V. sjezdu KSČ v únoru 1929, kdy se do vedení KSČ dostal Klement Gottwald a kdy se započal trend bolševizace strany, přerušil dr. Josef Kotrlý s komunisty veškeré své politické kontakty.
Na začátku třicátých let dvacátého století přesídlil dr. Kotrlý do Náchoda. Tady si brzy (v roce 1934) otevřel vlastní advokátní kancelář. Josef Kotrlý pracoval od poloviny třicátých let dvacátého století v Náchodě v organizaci sociálně demokratické strany. Tuto politickou stranu také zastupoval v městské radě (byl členem náchodské samosprávy).
V roce 1936 se stal členem představenstva nakladatelství Družstevní práce. V roce 1938 působil se soc. demokratickou delegací propagačně ve Francii.
V boji proti nastupujícímu fašismu (ještě před Mnichovem) spoluorganizoval Josef Kotrlý útěky německých antifašistů a Židů z Německa do ČSR. V Náchodě působil Josef Kotrlý až do roku 1945.

### Během druhé světové války

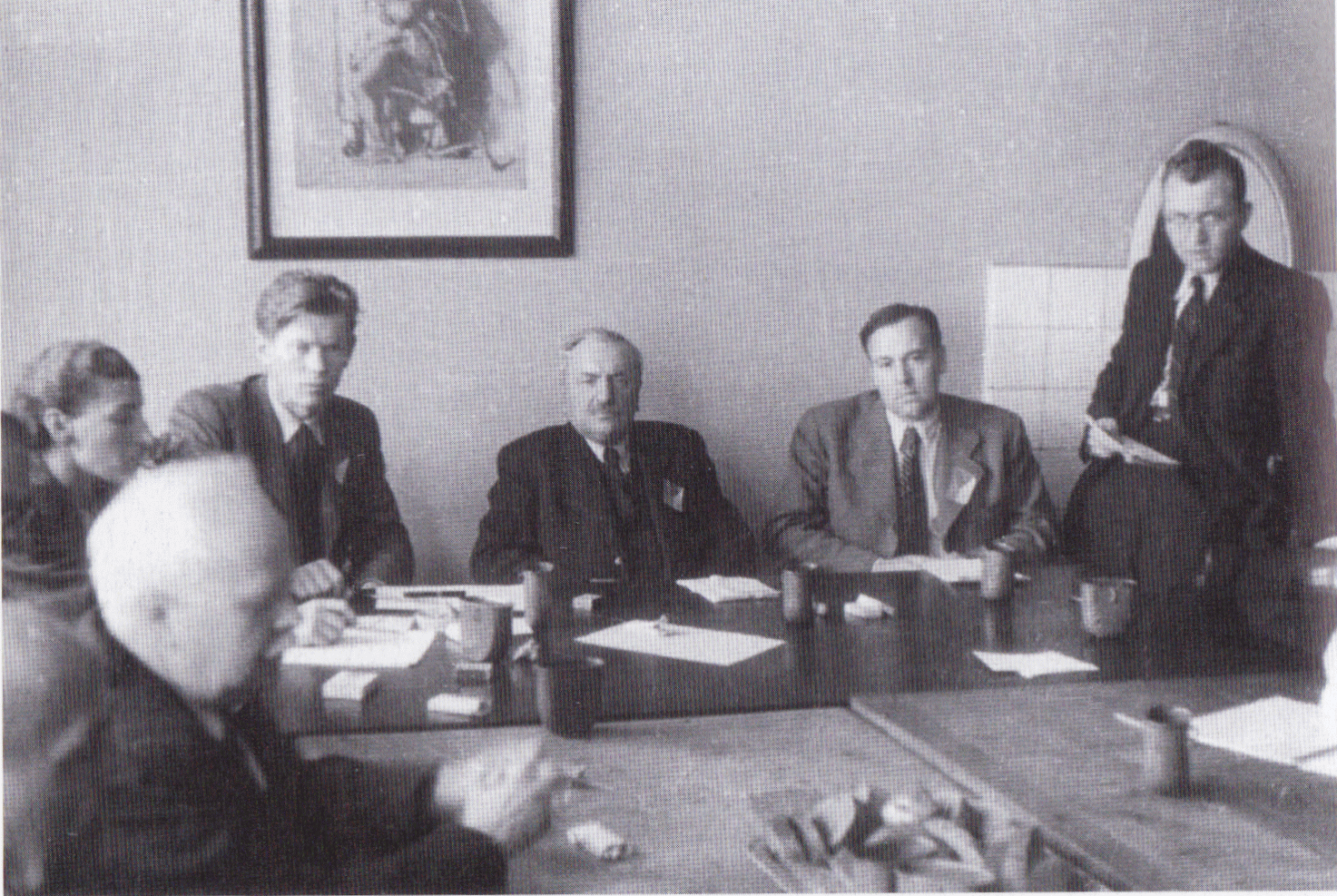
ČNR na jednání během Pražského květnového povstání 1945. Zleva doprava (bez titulů a hodností): Augusta Machoňová-Müllerová, Zdeněk Wirth, Josef Smrkovský, Albert Pražák, Josef Cyril Kotrlý, Jaromír Nechanský.

Po 15. březnu 1939 byl Josef Kotrlý nucen opustit svoji advokátní praxi a vzdát i svoje veřejné kulturně osvětové aktivity v Náchodě. Byl nasazen jako pomocný dělník do pekárny Konzumní jednoty ve Velkém Poříčí u Náchoda. Tady se zapojil do ilegálního odbojového hnutí ve východních Čechách. Pod krycím jménem "Kocour" navázal prostřednictvím ilegálních radiostanic přímé spojení s Londýnem i Moskvou. V únoru roku 1944 byl zatčen gestapem. Po měsíc trvajícím věznění a po propuštění byl na jeho osobu uvalen policejní dohled. Přesto Josef Kotrlý v odbojové práci i dále pokračoval.

### Činnost za Pražského povstání
Koncem druhé světové války (od února 1945) se zformoval v Protektorátu Čechy a Morava ilegální odbojový orgán – Česká národní rada (ČNR). ČNR sdružovala domácí odbojové organizace, působila jako jejich mluvčí ve vztahu k zahraničnímu odboji a v závěru druhé světové války se významně podílela na politickém "zastřešení" Pražského květnového povstání 1945.
Koncem dubna 1945 odešel Kotrlý natrvalo do Prahy, aby se účastnil formování ČNR a příprav květnového povstání. Stal se nejprve jejím členem a později místopředsedou (za ČSSD). V té době byl již zkušeným právníkem znalým komunální politiky a tak se aktivně (jako reprezentant ČSSD a člen předsednictva ČNR) podílel na mnoha správních opatřeních ČNR. .

#### Jednání s K. H. Frankem
Dne 6. května 1945 v Thunovské ulici 183/18 v Praze 1 (v budově Mezinárodního Červeného kříže) proběhlo jednání parlamentářů Vojenského velitelství Velké Prahy "Bartoš" v čele s generálem Karlem Kutlvašrem a Josefem Cyrilem Kotrlým s německou vojenskou delegací. Jednání probíhalo za účasti zástupců Mezinárodního Červeného kříže. Za německou stranu byl na jednání přítomen generál Waffen-SS Willy Weidermann. Po skončení jednání se odtud delegace vydala do Černínského paláce ke K. H. Frankovi.
Dne 6. května 1945 v dopoledních hodinách proběhlo v Černínském paláci na Loretánském náměstí jednání zástupců České národní rady s K. H. Frankem. Českou stranu zastupoval generál Karel Kutlvašr a Josef Cyril Kotrlý. K. H. Frank byl ochoten předat správu území do rukou ČNR s podmínkou, že komunikace zůstanou pod dozorem Wehrmachtu. Na tuto podmínku česká strana nepřistoupila a toto jednání nepřineslo žádný konkrétní výsledek.
Následujícího dne (7. května 1945) proběhlo další kolo jednání s K. H. Frankem. Jednání se účastnil generál Karel Kutlvašr, František Bürger-Bartoš a Josef Cyril Kotrlý. K. H. Frank byl již ochoten odstoupit a prohlásit protektorát za zrušený. Tento návrh vyjednavači odmítli, neboť protektorát nebyl nikdy uznán.
Při tehdejších jednáních s K. H. Frankem si vedl dr. Kotrlý velmi sebevědomě a věcně. Odmítl se s K. H. Frankem bavit o oficiálním předání moci, neboť zdůrazňoval, že naše reprezentace trvá na kontinuitě meziválečné republiky.

#### Jednání s Rudolfem Toussaintem
V úterý 8. května 1945 v 16.00 byla (v Bartolomějské ulici 312/6 Praha 1) podepsána dohoda o odchodu německých jednotek z Prahy. Jednalo se o kapitulační protokol, který byl uzavřen mezi velitelem pražské německé posádky generálem pěchoty Rudolfem Toussaintem na straně jedné a následujícími signatáři, jimiž byli:
- Dr. Albert Pražák (předseda ČNR),
- Josef Smrkovský (člen předsednictva ČNR, člen KSČ),
- Dr. Josef Kotrlý (člen předsednictva ČNR, člen ČSSD),
- kapitán Jaromír Nechanský (předseda vojenské komise ČNR),
- brigádní generál Karel Kutlvašr (vojenský velitel Velké Prahy),
- podplukovník generálního štábu František Bürger-Bartoš (náčelník štábu generála Karla Kutlvašra) a
- podplukovník generálního štábu "Jaroslav Kadaňka" (jednalo se o Jaroslava Kadainku – člena vojenského velitelství "Alex" – přednostu jeho II. (zpravodajského) oddělení, znalce německého jazyka a konceptní služby).

Signatáři kapitulačního protokolu (bez titulů a hodností)
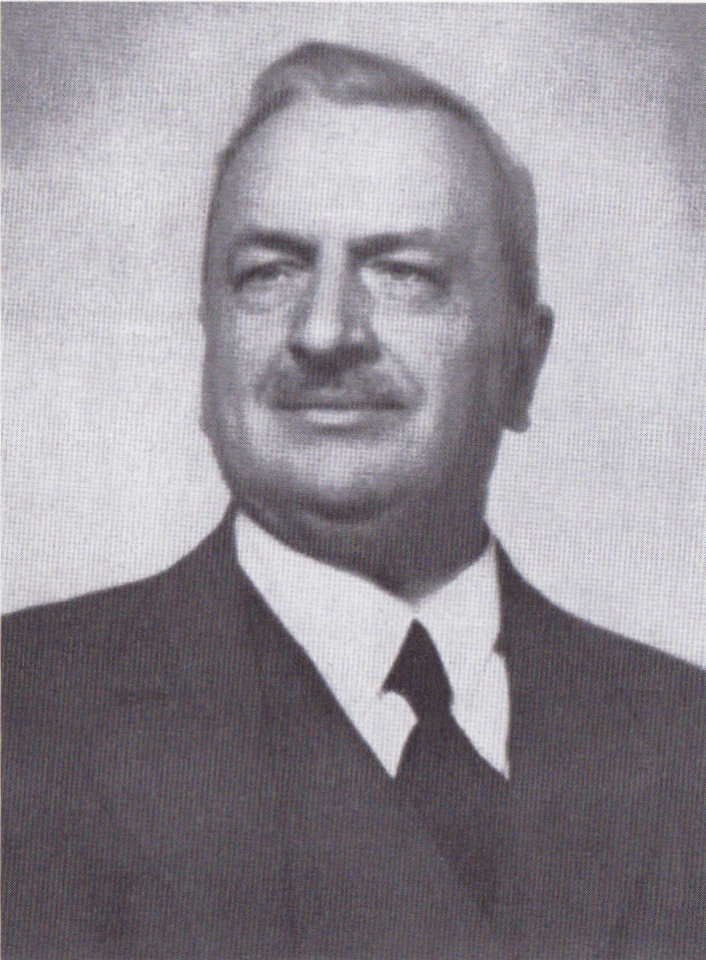
Albert Pražák
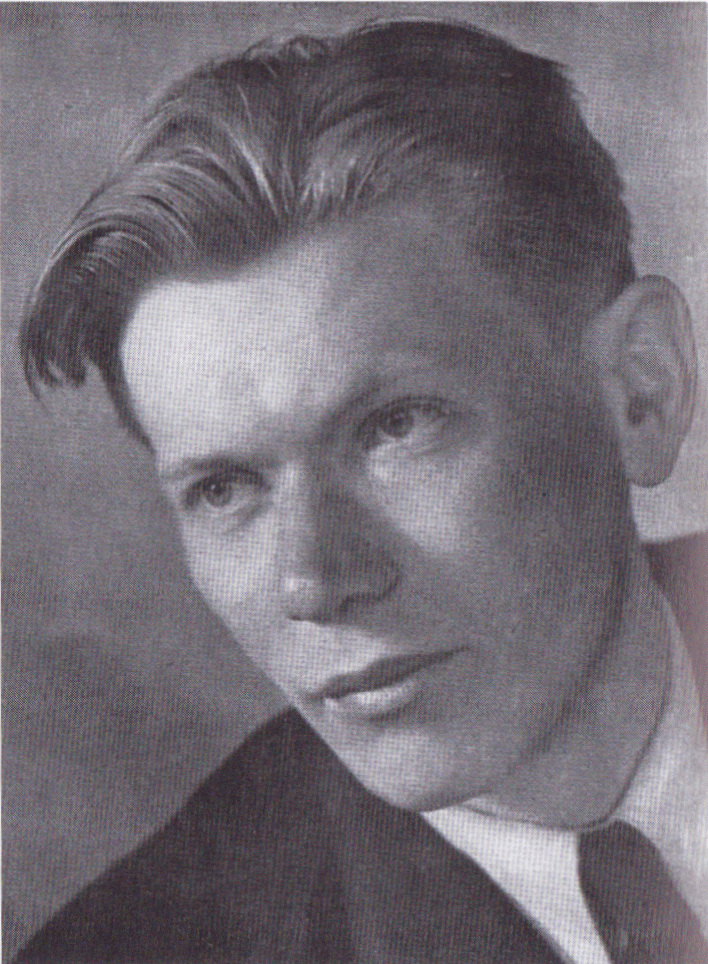
Josef Smrkovský
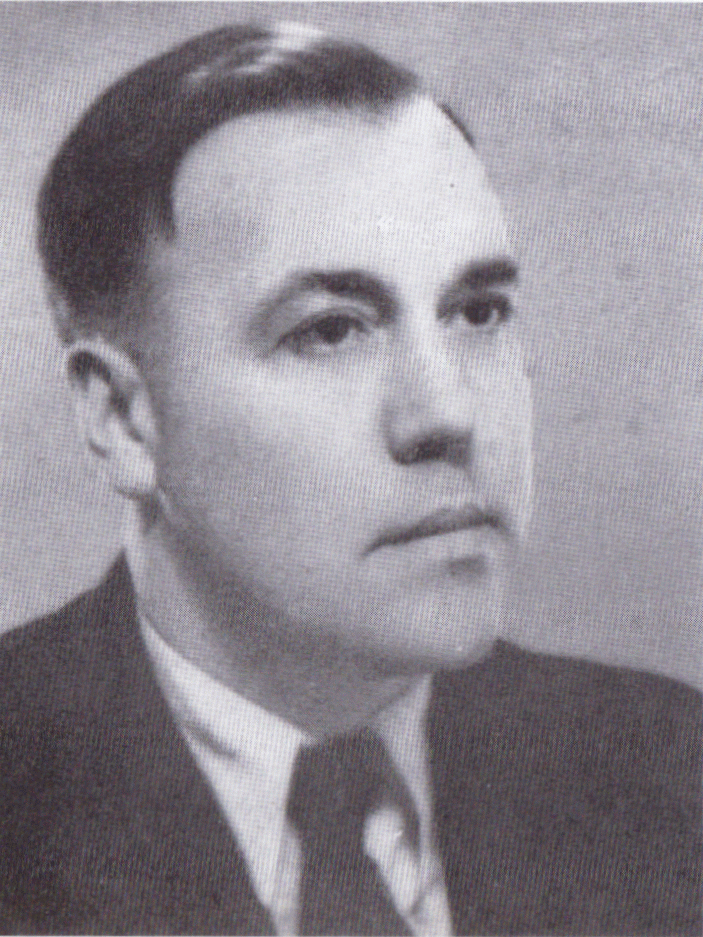
Josef Cyril Kotrlý
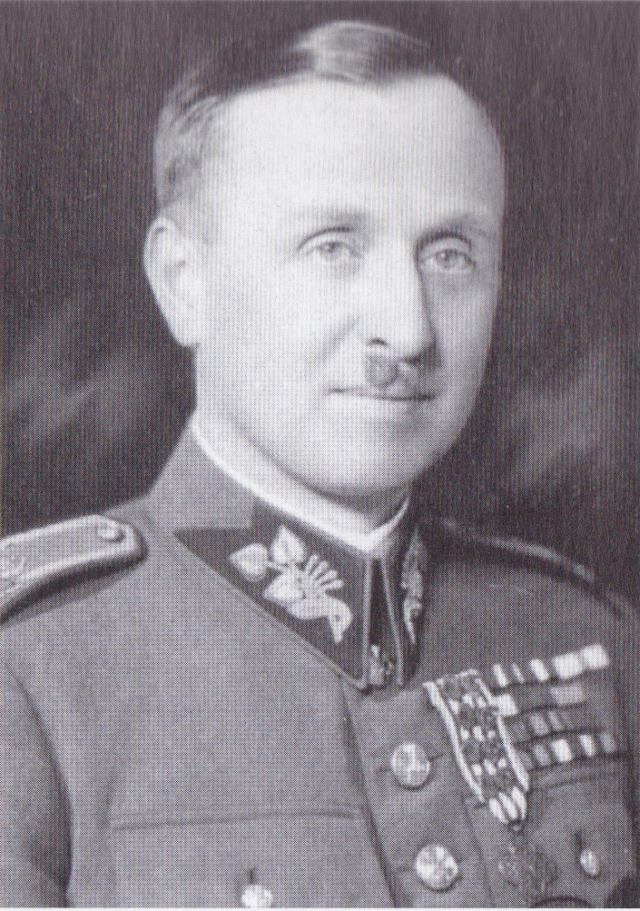
Karel Kutlvašr
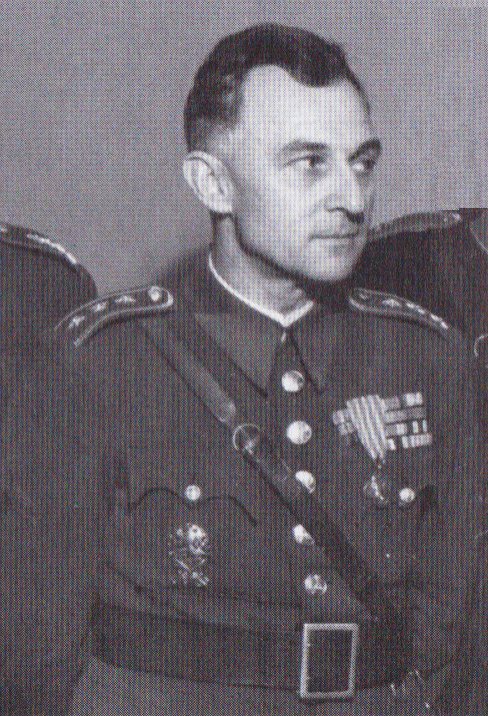
František Bürger-Bartoš

Dokument, jehož text stylizoval Josef Kotrlý a generál Karel Kutlvašr, stanovoval čas zahájení odchodu (8. května 1945 v 18.00) a precizoval další detaily odchodu německých branných sil z Prahy a okolí. Po druhé světové válce sovětská strana proti tomuto dokumentu (Protokolu o provedení formy kapitulace německých branných sil) ostře protestovala. Sovětům vadilo, že ČNR podepsala s Němci separátní kapitulaci a umožnila jim odejít do amerického zajetí. Dále sovětům vadilo jednání ČNR s Ruskou osvobozeneckou armádou (vlasovci) o jejím zapojení do bojů v Praze na straně povstalců. Sověti považovali vlasovce za zrádce. Podepsání kapitulace později vedlo k perzekuci všech českých signatářů této dohody a k deformovaným výkladům historie Pražského povstání.

### Po druhé světové válce
Díky signování "Protokolu o provedení formy kapitulace německých branných sil" se sice Josef Cyril Kotrlý zapsal do historie, ale po skončení druhé světové války se stal "politicky nepohodlným". Na nátlak sovětské vlády, která adresovala československé vládě několik diplomatických nót týkajících se Josefa Kotrlého, mu bylo doporučeno premiérem Fierlingerem a státním tajemníkem na ministerstvu zahraničních věcí Clementisem, aby rychle odjel do ciziny a sešel tak Rusům z očí.
Po příjezdu vlády z Košic byla ČNR přinucena k ukončení činnosti. Jako nejvyšší správní úřad v českých zemích byl ustaven Zemský národní výbor (ZNV). V období od května 1945 do června 1945 zastával Kotrlý funkci místopředsedy Zemského národního výboru v Čechách (za ČSSD), záhy však musel (na sovětský nátlak) odstoupit. Po vynuceném odchodu ze ZNV byl Josef Kotrlý počátkem června roku 1945 přijat do diplomacie (byl jmenován ministerským radou na ministerstvu zahraničí). Ještě v červnu téhož roku (1945) byl jmenován generálním konzulem pro Kanadu a New Foundland s působištěm v Montrealu, kam nastoupil počátkem roku 1946. Funkci konzula zastával Josef Kotrlý jen do Února 1948. Na protest proti uchopení moci komunisty v ČSR Kotrlý na tuto funkci počátkem března 1948 rezignoval, ale do vlasti se nevrátil a zůstal v kanadském exilu.

### V kanadském exilu
V Kanadě se Kotrlý věnoval nejprve pojišťovnictví a pak obchodu (se dřevem v Quebecu). Na své farmě v Suttonu se zabýval také lesním hospodářstvím. Za tuto činnost byl vládou provincie Quebec jmenován rytířem Řádu zásluh o zalesňování. V Kanadě byl několik let aktivně činný rovněž v krajanském hnutí, kde zastával funkci předsedy místní skupiny Československého národního sdružení v Montrealu.

### Závěr
ČSSR navštívil Josef Cyril Kotrlý v roce 1968. Koncem července 1968 se zastavil i v rodném Bludově. V roce 1973 se jeho životní cesta v daleké Kanadě definitivně uzavřela.
Na motivy životních osudů Josefa Kotrlého napsala česká spisovatelka a autorka rozhlasových her PhDr. Helena Šmahelová román "Soumrak" (vyšel v roce 1993 – čtyři roky před její smrtí). Osou románu je milostný příběh české dívky a německého studenta v protektorátu. (Děj je inspirován skutečným životním příběhem).
Dne 24. dubna 1999 byla Josefu Cyrilu Kotrlému (z iniciativy místních skautů) odhalena na jeho rodném domě v Bludově čp. 202 pamětní deska. Dne 25. dubna 2005, při oslavách šedesátého výročí konce druhé světové války, byl dr. Josef Kotrlý (in memoriam) jmenován čestným občanem obce Bludov.

## Dílo
Josef Kotrlý je autorem nebo spoluautorem následujících děl:
- Kotrlý, Josef et al. Pražské povstání 1945. Washington: Rada svobodného Československa, 1965. 149, [14] s. obr. příl.
- Kotrlý, Josef et al. Pražské povstání 1945. 2. vyd. Praha: Klub Dr. Milady Horákové, 1995. 146, [20] s.
- Machotka, Otakar, Kotrlý, Josef a Krajina, Vladimír. Pražské povstání 1945. 2. vyd. Praha: Eva, 1995. 146 s., obr.